# فيلن
فيلن (بالألمانية: Wilen) هي إحدى بلديات مقاطعة مونكفيلن في كانتون تورغاو في سويسرا. تبلغ مساحتها 2.27 كيلومتر مربع، ويقدر عدد سكانها بـ 2467 نسمة (حسب تعداد ديسمبر 2015).